# آکادمی علوم و علوم انسانی برلین-براندنبورگ
آکادمی علوم و علوم انسانی برلین-براندنبورگ (به آلمانی: Berlin-Brandenburgische Akademie der Wissenschaften)  آکادمی علوم و علوم انسانی برلین-براندنبورگ (آلمانی: Berlin-Brandenburgische Akademie der Wissenschaften)، که به اختصار BBAW نامیده می‌شود، انجمن رسمی دانشگاهی علوم طبیعی و علوم انسانی برای ایالت‌های برلین و براندنبورگ آلمان است. BBAW که در سه مکان در داخل و اطراف برلین، آلمان واقع شده است، بزرگترین مؤسسه تحقیقاتی علوم انسانی غیر دانشگاهی در منطقه است.
BBAW در سال ۱۹۹۲ طی معاهده‌ای رسمی بین دولت‌های برلین و براندنبورگ بر اساس چندین آکادمی قدیمی‌تر، از جمله آکادمی تاریخی علوم پروس از سال ۱۷۰۰ و آکادمی علوم جمهوری دموکراتیک آلمان در آلمان شرقی از سال ۱۹۴۶، تأسیس شد. طبق این سنت، اعضای گذشته شامل برادران گریم، ویلهلم و الکساندر فون هومبولت، لیز مایتنر، تئودور مومسن، آلبرت انیشتین و ماکس پلانک هستند. امروزه BBAW به عنوان یک شرکت حقوق عمومی تحت نظارت آکادمی ملی علوم آلمان فعالیت می‌کند و بیش از ۳۰۰ عضو و ۲۵۰ کارمند اضافی دارد. اعضای علمی منتخب آن شامل ۷۸ برنده جایزه نوبل بوده‌اند.
BBAW چندین مرکز تحقیقاتی تابعه را اداره می‌کند. پروژه‌ها شامل گردآوری فرهنگ‌های لغت بزرگ؛ ویرایش متون از تاریخ باستان، قرون وسطی و مدرن؛ و ویرایش ادبیات کلاسیک از زمینه‌های مختلف است. نمونه‌های قابل توجه عبارتند از: کتیبه‌های یونانی (Inscriptiones Graecae)، کتیبه لاتین (Corpus Inscriptionum Latinarum)، فرهنگ لغت آلمانی (Deutsches Wörterbuch)، فرهنگ لغت مصر باستان (Altägyptisches Wörterbuch)، کتابشناسی آثار الکساندر فون هومبولت و ویرایش علمی آثار لودویگ فوئرباخ.